# Discours Cinq pour un
Le Discours Cinq pour un (en espagnol Discurso del Cinco por Uno) est le nom sous lequel est ancré dans la mémoire collective argentine l’ultime discours que le président Juan Domingo Perón prononça du balcon de la Casa Rosada à Buenos Aires le 31 août 1955, quelques semaines avant son départ pour un exil qui durera dix-huit ans. Seize jours plus tard en effet éclata le coup d’État du 16 septembre 1955, prélude à la dictature militaire autodénommée Révolution libératrice, qui le destitua de la présidence.
Le discours intervint dans un contexte de forte tension sociale et de violence politique, qui avait porté Perón dans les semaines précédentes à afficher une volonté de conciliation, voire à envisager de démissionner afin d’apaiser la situation. Perón non seulement se rétracta par ce discours, mais encore prononça plusieurs phrases qui frappent par leur virulence de ton et de contenu, à telle enseigne que certains y voient la prémisse d’une longue période de violences politiques, que Perón aurait ainsi banalisées.

## Contexte
Tout au long du mois d’août 1955, plusieurs dizaines d’étudiants et d’autres présumés perturbateurs de l’ordre public, occupés notamment à distribuer des tracts anti-péronistes, furent arrêtés par la police, sans toutefois que l’on pût identifier les imprimeries qui produisaient ces libelles. En outre, deux bombes avaient explosé dans Buenos Aires, provoquant la mort d’un policier.
Ces faits portèrent le président Perón à suggérer le 30 août, dans une note adressée au Parti péroniste, la possibilité pour lui de démissionner de la présidence comme moyen alternatif de réconcilier le pays divisé. La CGT, qui appartenait au mouvement péroniste, décréta pour le lendemain une grève générale des travailleurs et un rassemblement sur la place de Mai dans le but de solliciter le général Perón de ne pas démissionner.

## Le discours
Le 31 août, jour froid et nuageux, la manifestation débuta à 17h. par le discours du secrétaire général de la CGT, Hugo di Pietro, suivi de celui de la dirigeante de la branche féminine du parti péroniste, Delia Parodi. À 18h.30, ce fut au tour de Perón de se présenter au balcon de la Casa Rosada. Si tous les présents s’attendaient certes à ce que Perón rétractât sa proposition de démission, personne n’avait prévu la teneur violente du discours qu’il prononcerait.

« J’ai voulu venir à ce balcon, tellement mémorable déjà pour nous autres, pour vous adresser la parole dans un moment de la vie politique, et de ma vie, si important et d’une portée si grande, parce que je veux de vive voix pénétrer dans le cœur de chacun des Argentins qui m’écoutent. (...) Il y a peu, cette place de Mai a été témoin d’une infamie de plus des ennemis du peuple. Deux cents innocents ont payé de leur vie la satisfaction de cette infamie. »

— Juan Domingo Perón.
Perón faisait allusion au bombardement de la place de Mai, survenu deux mois et demi auparavant, le 16 juin.

« La réponse est, en ce qui nous concerne, bien claire : ils ne veulent pas la pacification que nous leur avons offerte ! Cela aboutit à une conclusion bien claire : il ne reste que deux voies : pour le gouvernement, une répression à la mesure des modes d’action subversifs, et pour le peuple, une action et une lutte qui correspondent à la violence à laquelle eux veulent le pousser. C’est pourquoi je réponds à cette assistance populaire par les mêmes mots que ceux de 1945 : à la violence, nous devons répliquer par une violence plus grande !
Par notre tolérance exagérée, nous avons acquis le droit de les réprimer violemment. Et depuis lors, nous avons établi comme conduite permanente pour notre Mouvement : celui qui en quelque lieu que ce soit tente de troubler l’ordre contre les autorités constituées ou contre la Loi ou la Constitution, peut être tué par tout Argentin ! »

— Juan Domingo Perón.

« Cette conduite, qui tout péroniste devra suivre, sera dirigée non seulement contre ceux qui exécutent, mais aussi contre ceux qui conspirent et incitent. Nous devons rétablir la tranquillité entre le gouvernement, ses institutions et le peuple, par l’action du gouvernement, des institutions et du peuple mêmes. La consigne pour tout péroniste, qu’il soit isolé ou dans une organisation, est de riposter à une action violente par une autre plus violente encore ! Et quand un des nôtres tombe, il en tombera cinq des leurs ! »

— Juan Domingo Perón.
La mémoire collective, retenant plus particulièrement ces dernières paroles, les a intégrées dans la chanson populaire Cinco por uno / no va a quedar ninguno (littér. Cinq pour un / il n’en restera aucun). Il s’agit là d’un des principaux et des plus précoces appels à la violence politique, qui allaient ensuite se multiplier dans les années 1960.

« Camarades : nous avons donné suffisamment de preuves de notre prudence. Nous donnerons à présent suffisamment de preuves de notre énergie. Que chacun sache que là où est un péroniste, là se trouvera une tranchée qui défend les droits d’un peuple. Et qu’ils sachent aussi que nous devons défendre les droits et les conquêtes du peuple argentin, dussions-nous pour cela en finir avec eux tous ! »

— Juan Domingo Perón.
Ce que redoutaient le plus ceux qui n’adhéraient pas au péronisme était que l’on se mît à armer le peuple péroniste. Le jour de l’incendie du Jockey Club de Buenos Aires en 1953, Perón avait demandé d’incendier tout le quartier de la Recoleta, et le feu récemment mis à plusieurs églises, dans le sillage du bombardement de la place de Mai, avaient épouvanté les opposants.

« Que chacun parmi vous se souvienne que le mot d’ordre est maintenant la lutte, et nous devrons la mener de toutes parts et en tout lieu. Et que vous sachiez aussi que cette lutte que nous engageons ne pourra se terminer avant que nous les ayons tous annihilés et écrasés !
(...)
Notre nation a besoin de paix et de tranquillité pour le travail, parce que l’économie de la Nation et le travail argentin supposent la nécessité de la paix et de la tranquillité. Et cela, nous devons l’obtenir par la persuasion, et sinon, à coups de bâton !
(...)
Nous, Peuple et Gouvernement, devons prendre les mesures nécessaires pour réprimer avec la plus grande énergie toute tentative de perturber l’ordre. Mais je demande au peuple d’être lui aussi un vigile, s’il pense pouvoir l’être, et qu’il prenne les mesures les plus violentes contre les perturbateurs de l’ordre ! Ceci est l’ultime appel et l’ultime avertissement que nous faisons aux ennemis du peuple. À partir d’aujourd’hui, ce sont des actions qu’il faudra, non plus des paroles ! Camarades : pour terminer, je veux rappeler à chacun de vous qu’aujourd’hui commence pour nous tous une nouvelle vigie en armes. Chacun de nous doit considérer que la cause du peuple est sur nos épaules, et faire preuve tous les jours, dans tous les actes, de la décision nécessaire pour sauver cette cause du peuple. »

— Juan Domingo Perón.

## Postérité
L’idée qu’il serait juste d’user de violence pour atteindre ses objectifs allait au fil du temps prendre racine dans certains milieux politiques. En 1973, après l’accession au pouvoir du président Héctor José Cámpora, différents groupements de guérilleros entreprirent, lors du dénommé Devotazo, de libérer leurs camarades condamnés pour actions de guérilla et incarcérés dans la prison de Devoto. Ils entonnaient alors, en visant les antipéronistes, la chanson Cinco por uno / no va a quedar ninguno.
En 1975,  Ernesto Piantoni, membre de l’organisation péroniste d'extrême droite Concentración Nacional Universitaria (CNU), fut assassiné à Mar del Plata. Le soir du même jour, des membres de la CNU attaquèrent la maison d’une famille qui était réputée non péroniste, et exercèrent leur vengeance en assassinant les cinq personnes qu’ils y trouvèrent,.